# Spanish International 2021
Die Spanish International 2021 im Badminton fanden vom 16. bis zum 19. Juni 2021 in La Nucia statt. Es war die 41. Auflage des Turniers.

## Sieger und Platzierte
| Disziplin    | Gold                                 | Silber                      | Bronze                            |
| ------------ | ------------------------------------ | --------------------------- | --------------------------------- |
| Herreneinzel | Pablo Abián                          | Jan Louda                   | Ygor Coelho                       |
| Herreneinzel | Pablo Abián                          | Jan Louda                   | Luís Enrique Peñalver             |
| Dameneinzel  | Kisona Selvaduray                    | Goh Jin Wei                 | Eoon Qi Xuan                      |
| Dameneinzel  | Kisona Selvaduray                    | Goh Jin Wei                 | Yaëlle Hoyaux                     |
| Herrendoppel | Man Wei Chong Tee Kai Wun            | Lucas Corvée Ronan Labar    | Matthew Clare Ethan van Leeuwen   |
| Herrendoppel | Man Wei Chong Tee Kai Wun            | Lucas Corvée Ronan Labar    | Rory Easton Zach Russ             |
| Damendoppel  | Alyssa Tirtosentono Imke van der Aar | Paula Lopez Lorena Uslé     | Jessica Hopton Jessica Pugh       |
| Damendoppel  | Alyssa Tirtosentono Imke van der Aar | Paula Lopez Lorena Uslé     | Lucía Rodríguez Ania Setien       |
| Mixed        | Tee Kai Wun Teoh Mei Xing            | Callum Hemming Jessica Pugh | Philip Birker Katharina Hochmeir  |
| Mixed        | Tee Kai Wun Teoh Mei Xing            | Callum Hemming Jessica Pugh | Rodion Kargaev Viktoriia Vorobeva |